# Navatejares
Navatejares település Spanyolországban, Ávila tartományban. Navatejares Los Llanos de Tormes, Tormellas, Nava del Barco, Umbrías, La Carrera és El Barco de Ávila községekkel határos. Lakosainak száma 50 fő (2024).

## Népesség
A település népessége az utóbbi években az alábbiak szerint változott:
| Lakosok száma | 93   | 79   | 73   | 74   | 70   | 49   | 57   | 55   | 55   | 50   |
|               | 2001 | 2004 | 2006 | 2009 | 2011 | 2014 | 2016 | 2019 | 2021 | 2024 |